# Eva Krížiková
Eva Krížiková (ur. 15 lipca 1934 w Bratysławie, zm. 31 marca 2020 w Malackach) – słowacka aktorka teatralna i telewizyjna.

## Wyróżnienia
- Krištáľové krídlo w roku 2001 – teatr i sztuki audiowizualne[2]
- Ocenenie za dlhoročnú umeleckú tvorbu, 2013, MFF Bratislava[3]
- Krzyż Pribiny II. klasy, 2014[4]
- Filmový chodník slávy, 2014[5]